# Бони Съмървил
Бони Съмървил (на английски: Bonnie Somerville) е американска актриса и певица. По-известните ѝ роли са в сериалите „Приятели“, „Полицейско управление Ню Йорк“, „Кашмирена мафия“ и „Поверително от кухнята“.
През 2015 г. играе ролята на д-р Криста Лоренсън в първи сезон на медицинската драма „Code Black“ по CBS.